# Hugo Koch (teolog)
Hugo Koch (ur. 7 kwietnia 1869 w Langenenslingen; zm. 26 lipca 1940 w Monachium) – niemiecki teolog katolicki i historyk Kościoła.

## Życiorys
Hugo Koch był synem burmistrza Antona Kocha i Katarzyny z domu Mack. Uczęszczał do szkoły humanistycznej (niem. Lateinschule) w Riedlingen i do gimnazjum w Ehingen. Następnie studiował jako stypendysta Fundacji Wilhelma na Uniwersytecie w Tybindze teologię katolicką, filologię klasyczną i filozofię. W 1891 uzyskał stopień naukowy doktora w dziedzinie filozofii, następnie wstąpił do seminarium duchownego w Rоttenburgu. Następnie pracował od 1893 do 1899 jako repetent w Fundacji Wilhelma, a także rozpoczął studia historii Kościoła i dogmatów kościelnych. W 1899 roku uzyskał w Tybindze po obronie rozprawy doktorskiej stopień doktora teologii.
Kariera akademicka nie była mu jednak dostępna, gdyż jego krytyczna postawa wobec konserwatywnej teologii katolickiej spotkała się z negatywnym przyjęciem w kręgach naukowych. Zatem Hugo Koch rozpoczął najpierw w latach 1900–1904 posługę jako kapłan w Reutlingen. W 1904 został jednak mianowany profesorem historii Kościoła i prawa kanonicznego w Królewskiej Akademii w Braniewie w Prusach Wschodnich. W 1910 wskutek publikacji pracy o prymacie papiestwa popadł w konflikt z Kościołem. W 1912 roku ubiegał się o zwolnienie z funkcji wykładowcy w pruskim ministerstwie oświaty, argumentując to złym stanem zdrowia. Rezygnacja została przyjęta z zachowaniem posiadanego stopnia i wynagrodzenia.
Po zwolnieniu z obowiązku nauczania w Braniewie Hugo Koch przeniósł się do Monachium, gdzie od tego czasu pracował jako nieetatowy naukowiec i gdzie kontynuował swoje badania do końca życia.
Od 1895 roku był członkiem katolickiego bractwa studenckiego AV Guestfalia Tübingen.
Dorobek naukowy Hugo Kocha, tzw. Kochiana, został zebrany i znajduje się w Bibliotece Państwowej w Monachium.